# Глафірівка (зупинний пункт)
Глафі́рівка — залізничний пасажирський зупинний пункт Луганської дирекції Донецької залізниці.
Розташований у селі Глафірівка, Лутугинський район, Луганської області на лінії Родакове — Ізварине між станціями Лутугине (10 км) та Сімейкине (20 км).
Через військову агресію Росії на сході Україні транспортне сполучення припинене.